# NGC 4208
NGC 4208 è una galassia a spirale nella costellazione della Chioma di Berenice.
Si trova in una posizione lontana da stelle luminose, e reperirla in cielo non è semplice; a ciò si aggiunga il fatto che la sua relativamente bassa luminosità la rende un oggetto "minore", rispetto alle galassie vicine. Per individuarla, occorre un telescopio da almeno 200mm di apertura, nel quale si presenta come un oggetto nebuloso dai contorni irregolari. I bracci, visibili con grandi strumenti, sono ben avvolti attorno al nucleo, di dimensioni esigue e poco appariscente. La sua distanza è incerta.